# Glaucopsyche subalexis
Glaucopsyche subalexis är en fjärilsart som beskrevs av Obraztsov 1936. Glaucopsyche subalexis ingår i släktet Glaucopsyche och familjen juvelvingar. Inga underarter finns listade i Catalogue of Life.